# Washington’s Birthday

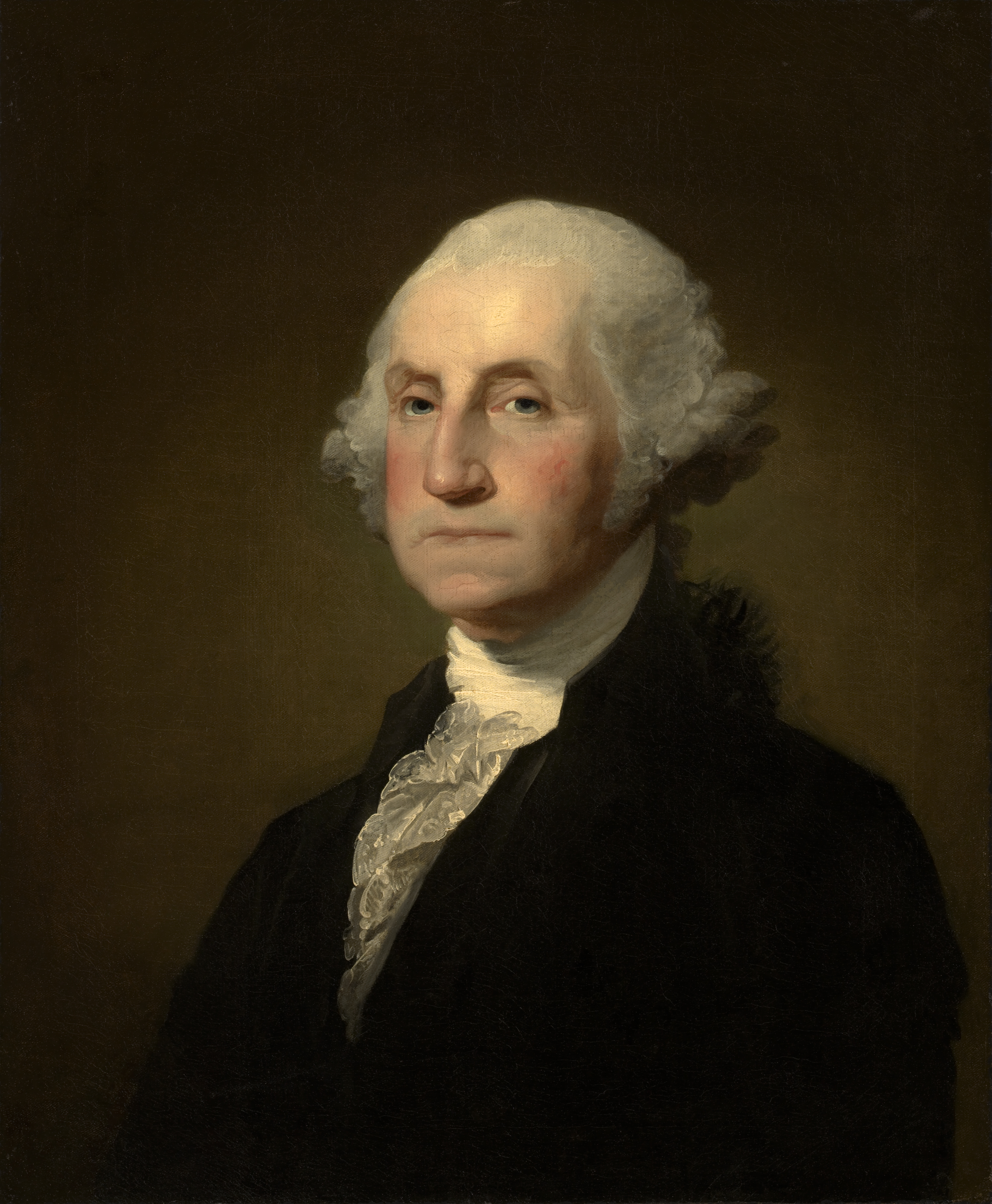
Porträt von George Washington

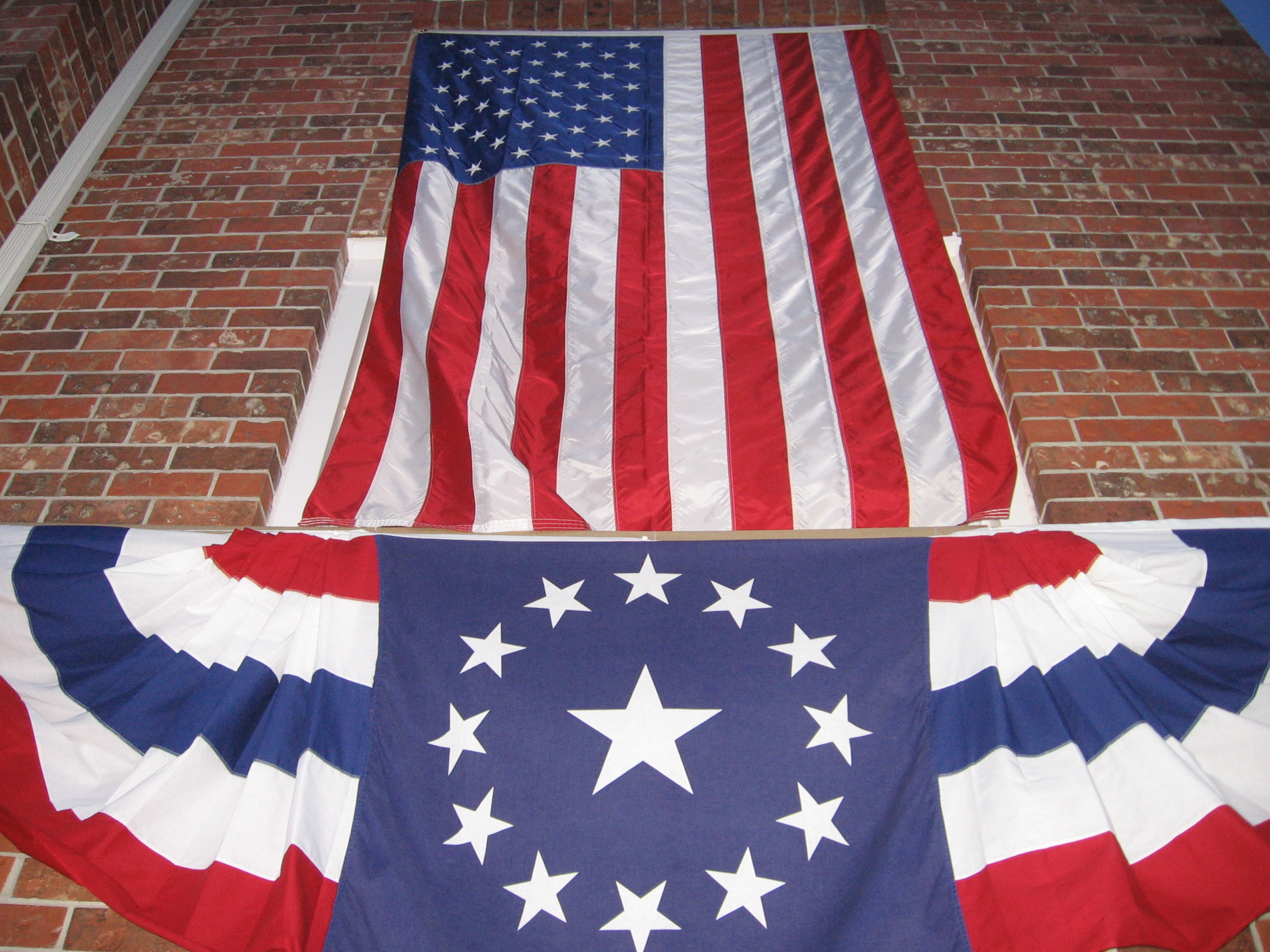
Beflaggung zum Presidents’ Day 2007 in Toronto

Washington’s Birthday (deutsch „Washingtons Geburtstag“) oder auch Presidents’ Day, President’s Day oder Presidents Day (deutsch „Tag der Präsidenten“, „Tag des Präsidenten“ oder „Präsidententag“) ist ein US-amerikanischer Feier- und Gedenktag, der jeweils am dritten Montag im Februar gefeiert wird.

## Geschichte
Ursprünglich wurde der 22. Februar, der Geburtstag von George Washington (geb. 1732), dem führenden Akteur des Unabhängigkeitskrieges und ersten Präsidenten der Vereinigten Staaten, als Nationalfeiertag begangen. Außerdem war in den meisten US-Bundesstaaten auch noch der 12. Februar ein Feiertag, der Geburtstag von Abraham Lincoln (geb. 1809), dem Präsidenten während des Bürgerkrieges.
Mitte der 1970er-Jahre beschloss der Kongress, einen Feiertag zu Ehren aller US-Präsidenten einzurichten. Im Bundesgesetz wird dieser Feiertag jedoch weiterhin „Washington’s Birthday“ genannt. Die Behörden der meisten Bundesstaaten feiern den Tag ebenfalls, benennen ihn aber unterschiedlich. Er ist im Handel für Rabattangebote, ähnlich dem Winterschlussverkauf, beliebt.